# Automuseum Ibbenbüren

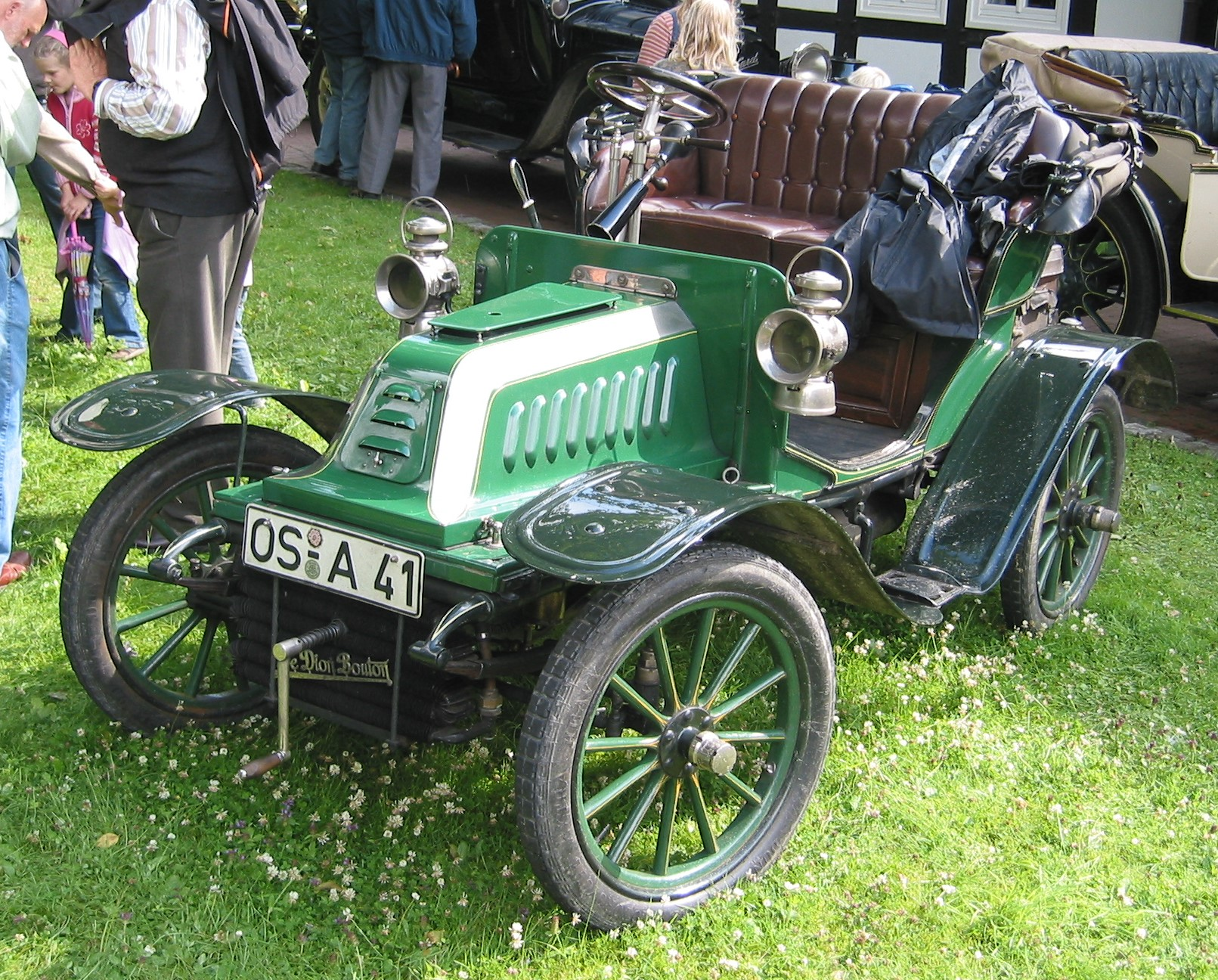
De Dion-Bouton Type Q von 1903, der im Museum ausgestellt war

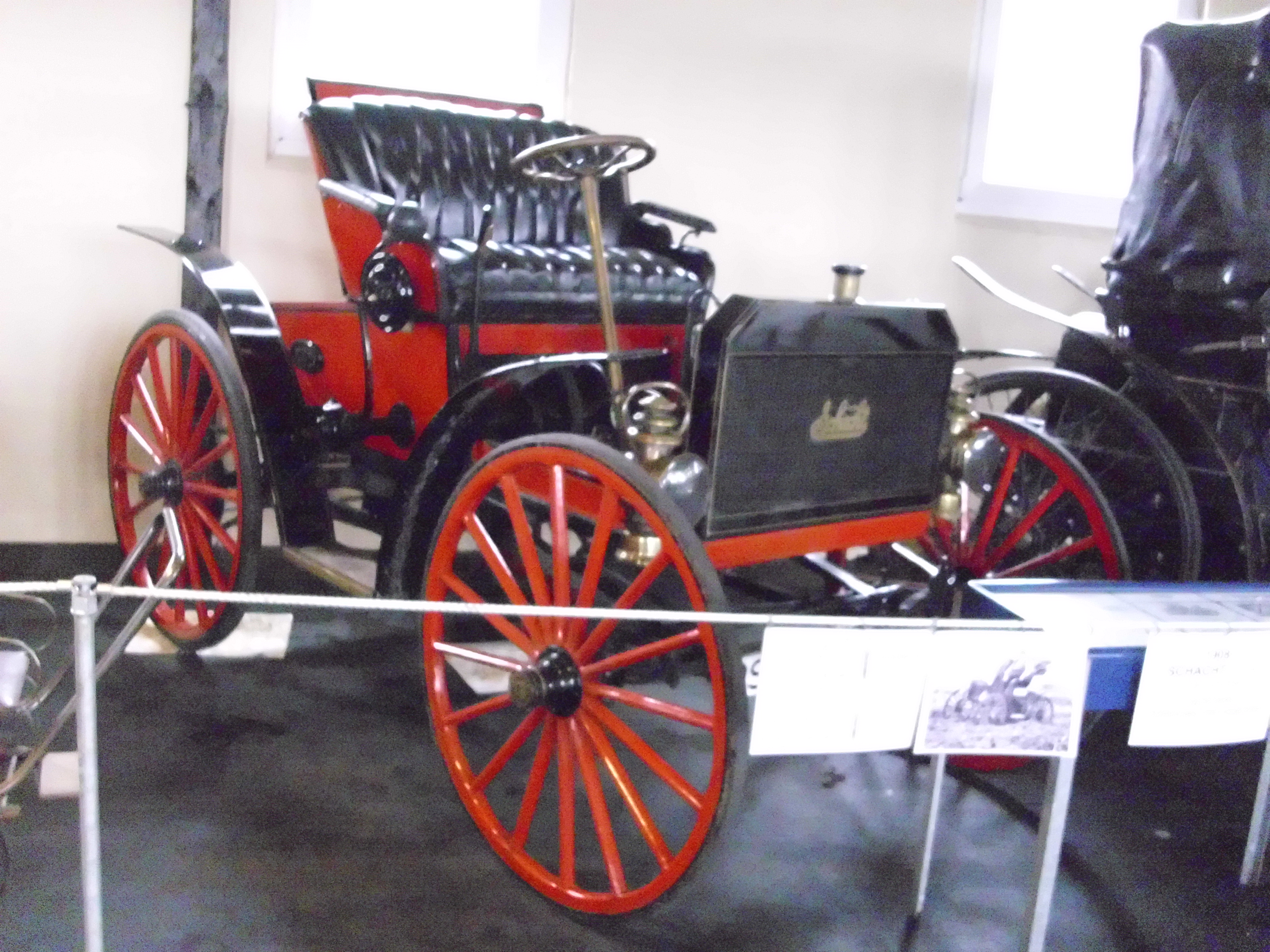
Dieser Schacht-Highwheeler war im Museum ausgestellt

Das Automuseum Ibbenbüren war ein Museum für Oldtimer in Deutschland.

## Geschichte
Das Automuseum wurde 1984 im nordrhein-westfälischen Ibbenbüren gegründet. Zu den Mitbegründern gehörte Heiner Rössler; er wurde 1988 als Initiator, 1992 als „Chef“ und 1997 als Leiter bezeichnet. Die Ausstellung befand sich in einer Halle in der Nähe der Sommerrodelbahn. Sie umfasste etwa 45 Automobile. Das Museum war in den Sommermonaten täglich geöffnet. Besonderheit waren die Fahrbereitschaft aller Fahrzeuge und der gelegentliche Austausch der Fahrzeuge. Es gab Sonderausstellungen; die erste befasste sich mit Hans Gustav Röhr und seinen Fahrzeugen der Marke Röhr. 1988 waren bereits über 350 verschiedene Autos ausgestellt, obwohl nur jeweils 50 gleichzeitig ins Gebäude passten.
Anfang 1988 schloss sich das Museum zusammen mit elf anderen der größten deutschen Oldtimer- und Technik-Privatmuseen zur Interessengemeinschaft der deutschen Museen für Auto, Motor + Technik zusammen. Die anderen Museen waren das Auto-Museum Hillers in Tremsbüttel und Hamburg, das Motor Technica Museum Bad Oeynhausen in Bad Oeynhausen, das Rennsportmuseum Nürburgring am Nürburgring, das Raule Automobilmuseum in Eppstein, die Rosso Bianco Collection in Aschaffenburg, das Motorsportmuseum Hockenheimring, das Technik-Museum Sinsheim, das Deutsche Zweirad- und NSU-Museum in Neckarsulm, das Motormuseum Öhringen in Öhringen, das Deutsche Automuseum im Schloss Langenburg und das Automobilmuseum von Fritz B. Busch in Wolfegg.
Ab 1991 veranstaltete das Museum jährlich im Juli die Schnauferlfahrt für Fahrzeuge bis Baujahr 1918. 1992 nahmen 38 Fahrzeuge teil. Vier Jahre später waren es 58 Fahrzeuge. Um die Zahl einzuschränken, hatte das Museum das Limit bei etwa 50 Fahrzeugen gesetzt.
1997 wurde das Museum aufgelöst. Im nahegelegenen niedersächsischen Melle wurde im selben Jahr das Automuseum Melle gegründet, das das Konzept übernahm. Danach fanden jährlich zwei Schnauferlfahrten in der Region statt, von denen eine von der Stadt Ibbenbüren und die andere vom Automuseum Melle organisiert wurde. Seit Beginn der COVID-19-Pandemie in Deutschland 2020 findet in Melle keine Schnauferlfahrt mehr statt.

## Ausstellungsgegenstände
An Ausstellungsstücken werden für das Eröffnungsjahr De Dion-Bouton Type Q von 1903, Schacht Highwheeler von 1908, Mercedes-Benz Nürburg und Rolls-Royce Silver Wraith genannt.
In einem Buch vom Museum über das Museum sind die folgenden Fahrzeuge beschrieben: 
De Dion-Bouton Type Q 1903, Le Zèbre Type D 1918, Wanderer W 8 1925, Hanomag 2/10 PS 1926, Ford Modell A 1931, Mercedes-Benz Nürburg 1930, Lagonda Rapier 1934/36/39, Audi 920 1939, Porsche 356 C 1964, Messerschmitt Kabinenroller Tg 500 1958, Morgan Plus 4 1968, Heinkel Kabine 1956, NSU Wankel Spider 1967, Detroit Electric, Wanderer W 22, Kleinschnittger F 125, MG, Salmson, Chevrolet Caprice, Schacht, Kraka, Jaguar E-Type, BMW 3200 CS, Borgward Isabella, Spatz, Willys MB, Mercedes-Benz Mannheim und VW Käfer von Hebmüller.